# Times Square (bande originale)
Pour les articles homonymes, voir Times Square (homonymie).
Times Square: The Original Motion Picture Soundtrack est un album de la bande originale de 1980, principalement new wave et punk rock du film éponyme. Une chanson du film, Dangerous Type (en) (1979) de The Cars, n'a pas été incluse dans le du double LP. 

## Liste des pistes
Toutes les chansons ont été produites en 1980 sauf indication contraire. 

### Face un
1. Suzi Quatro : Rock Hard (Mike Chapman, Nicky Chinn) – 3:18
2. The Pretenders : Talk of the Town (Chrissie Hynde) – 3:16
3. Roxy Music : Same Old Scene (Bryan Ferry) – 3:54
4. Gary Numan : Down in the Park (Gary Numan) – 4:20
5. Robin Gibb et Marcy Levy : Help Me! (Robin Gibb, Blue Weaver) – 3:37

### Face deux
1. Talking Heads : Life During Wartime (David Byrne, Jerry Harrison, Tina Weymouth, Chris Frantz) – 3:40
2. Joe Jackson : Pretty Boys (Joe Jackson) – 3:27
3. XTC : Take This Town (Andy Partridge) – 4:08
4. Ramones : I Wanna Be Sedated (Joey Ramone) – 2:29
5. Robin Johnson : Damn Dog (Billy Mernit, Jacob Brackman) – 2:40

### Face trois
1. Robin Johnson et Trini Alvarado : Your Daughter Is One (Mernit, Norman Ross, Brackman) – 2:10
2. The Ruts : Babylon's Burning (John Jennings, Dave Ruffy, Malcolm Owen, Paul Fox) – 2:34
3. D.L. Byron : You Can't Hurry Love (Edward Holland, Jr., Lamont Dozier, Brian Holland) – 3:04
4. Lou Reed : Walk on the Wild Side (Lou Reed) – 4:12
5. Desmond Child and Rouge : The Night Was Not (Child) – 3:08

### Face quatre
1. Garland Jeffreys : Innocent, Not Guilty (Garland Jeffreys) – 2:13
2. The Cure : Grinding Halt (Robert Smith, Michael Dempsey, Lol Tolhurst) – 2:49
3. Patti Smith Group : Pissing in the River (Patti Smith, Ivan Kral) – 4:41
4. David Johansen et Robin Johnson : Flowers of the City (David Johansen, Ronnie Guy) – 3:58
5. Robin Johnson : Damn Dog (Reprise – The Cleo Club) (Mernot, Brackman) – 2:40

## Single
Un split de la bande originale est sorti, avec les chansons de XTC et The Ruts. Il comprend :
- Face A : Take This Town (Partridge)
- Face B : Babylon's Burning (Ruffy/Jennings/Owen/Fox)

## Classement
Album
| Chart (1980)      | Peak position |
| ----------------- | ------------- |
| Billboard Top LPs | 37            |

Single
| Année | Single                             | Chart             | Position |
| ----- | ---------------------------------- | ----------------- | -------- |
| 1980  | Help Me! (Robin Gibb & Marcy Levy) | Billboard Hot 100 | 50       |

## Artistes
- Robin Gibb – chant
- Marcy Levy – chant
- Blue Weaver – claviers, synthétiseur
- Gary Brown – saxophone